# Remphanini
Tribu
Les Remphanini forment une tribu de coléoptères de la famille des cérambycidés et de la sous-famille des Prioninae.

## Dénomination
La tribu a été décrite par l'entomologiste belge Théodore Lacordaire en 1869, sous le nom initial de Remphanides.

### Synonymie
- Remphanides (Lacordaire, 1868) - protonyme
- Rhaphipodi (Lameere, 1912)
- Rhaphipodina (Lameere, 1912)
- Rhaphipodini (Lameere) Vitali, 2009

## Taxinomie
Liste des genres 
- Agrianome (Thomson, 1864)
- Ialyssus (Thomson, 1864)
- Mallodonopsis (Thomson, 1860)
- Mecosarthron (Buquet, 1840)
- Olethrius (Thomson, 1860)
- Paroplites (Lameere, 1903)
- Remphan (G. Waterhouse, 1834)
- Rhaesus (Motschulsky, 1875)
- Rhaphipodus (Serville, 1832)
- Samolethrius (Vitali, 2008)